# Министерство иностранных дел Мьянмы
Министерство иностранных дел Мьянмы — министерство Республики Союз Мьянмы, которое курирует международные отношения страны. Его возглавляет министр иностранных дел Вонна Маунг Лвин, который сместил Ньян Вина в сентябре 2004 года после перестановки в кабинете министров.

## Список глав
1. Тин Тху[англ.], (январь-сентябрь 1948)
2. Сао Кхун Чхо[англ.], (1948)
3. Чжо Нгеин[англ.], (1948–1949)
4. Е Маун, (1949–1950)
5. Сао Кхун Чхо[англ.], (1950–1958)
6. Тейн Маун, (1958–1960)
7. Сао Кхун Чхо[англ.], (1960–1962)
8. Ти Хан, (1962–1969)
9. Маун Лвин, (1969–1970)
10. Хла Хан, (1970–1972)
11. Чхо Со[англ.], (1972–1974)
12. Хла Бун, (1974–1978)
13. У Мьин Маун, (1978–1980)
14. Лай Маун, (1980–1981)
15. Чхи Хлайнг[англ.], (1981–1985)
16. Е Гаун, (1985–1988)
17. Со Маунг, (1988–1991)
18. Ун Чжо[англ.], (1991 – 14 ноября 1998)
19. Вин Аун, (14 ноября 1998 – 18 сентября 2004)
20. Ньан Уин[англ.], (18 сентября 2004 – 30 марта 2011)
21. Унна Маун Лвин[англ.], (30 марта 2011 – 30 марта 2016)
22. Аун Сан Су Чжи, (30 марта 2016 – 1 февраля 2021)
23. Унна Маун Лвин[англ.], (1 февраля 2021 – н. в.)